# ギヨーム・ギーフ
ギヨーム・ギーフ（Guillaume Geefs、名前はウィレム(Willem)とも、1805年9月10日 - 1883年1月19日) は、ベルギーの彫刻家である。

## 略歴
ベルギー、フランデレン地域のアントウェルペン州のボルゲルハウト(Borgerhout)のパン屋の息子に生まれた。6人兄弟の長男で弟に彫刻家となったジョセフ（Joseph Germain (Jozef) Geefs: 1808–1885）とジャン（Jean (Joannes) Geefs: 1825–1860）がいる。1821年から1829年までアントウェルペン美術アカデミーでヤン・ファン・ヘール（Jan Frans van Geel: 1756–1830）らから彫刻を学び、イタリアで修行した後、1933年にアントウェルペン美術アカデミーの教師となり、1934年にブリュッセル王立美術アカデミーで教えた。ギーフの教えた学生にはジャン・テオドール・ストラッケ（Jean Theodore Stracké: 1817-1891）やレオナルド・ハルゼ（Léopold Harzé: 1831–1893）、トマ・ヴァンソット（Thomas Vinçotte: 1850-1925）らがいる。
1833年にアイルランド系の女性画家ファニー・コア（1807-1883）と結婚した 。
ギーフ兄弟は、ベルギー独立後の1830年代にベルギーで起こった、ベルギーの歴史を題材にしたモニュメントの制作のブームの主要な彫刻家となった。代表的な作品にはフランスの元将軍でベルギー独立革命時にはフランスの外交官として独立に貢献したオーギュスタン・ダニエル・ベリヤール（Augustin Daniel Belliard）を記念して1838年に完成したブリュッセルのモニュメントなどがある。
後年、ブリュッセル市近郊のスカールベークに移った後は政治家の仕事もし、市議会議員（1852-1860）、市長（1852-1860）、州議会議員（1853-1856）を務めた。
1883年にスカールベークで亡くなった。
1881年にベルギーのレオポルド勲章（グランオフィシエ）を受勲した。その他バイエルン王国の聖ミカエル勲章(1851)、フランスのレジオンドヌール勲章（シュバリエ）(1844)を受勲した。

## 作品

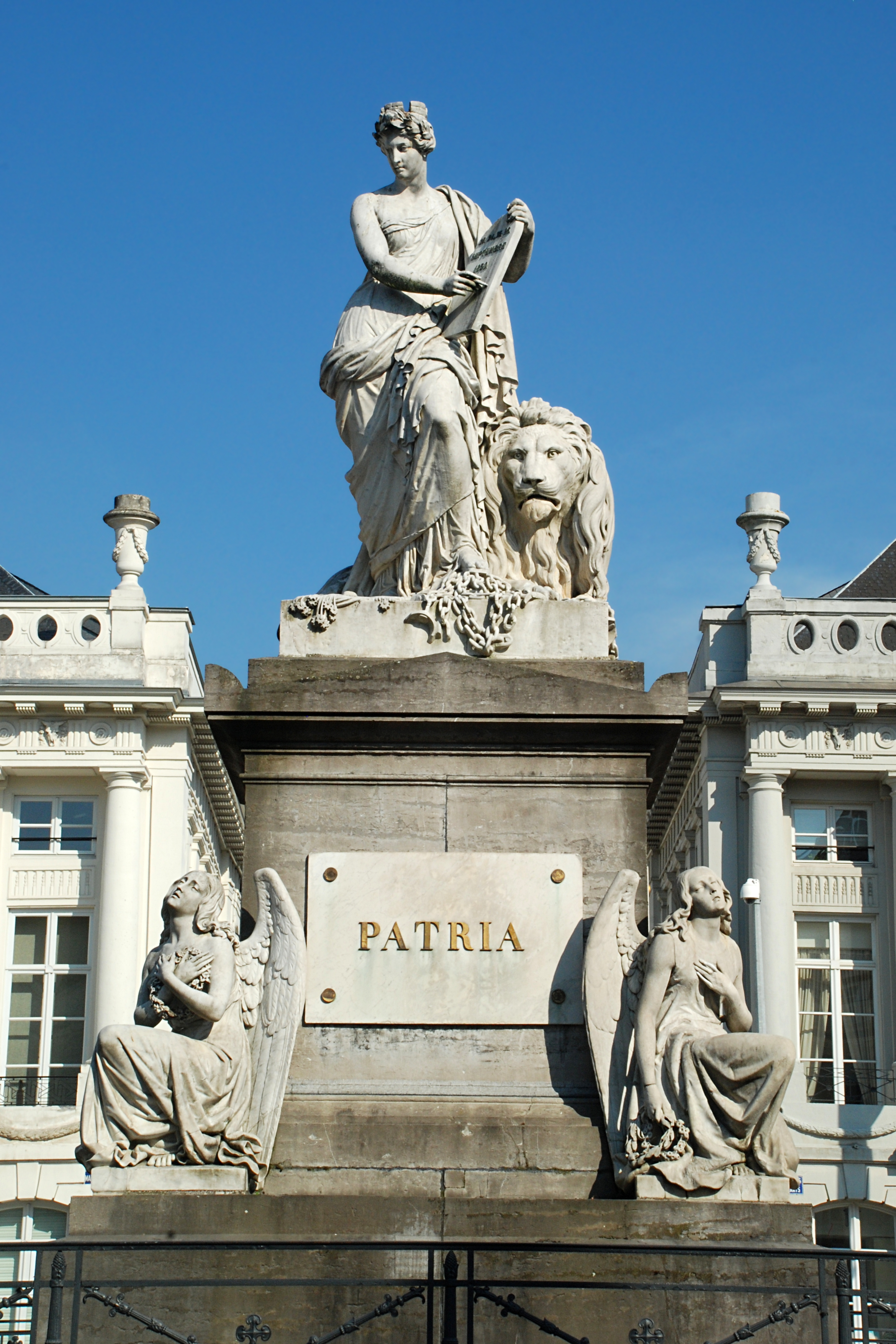
独立革命犠牲者のブリュッセルのモニュメント(1838)
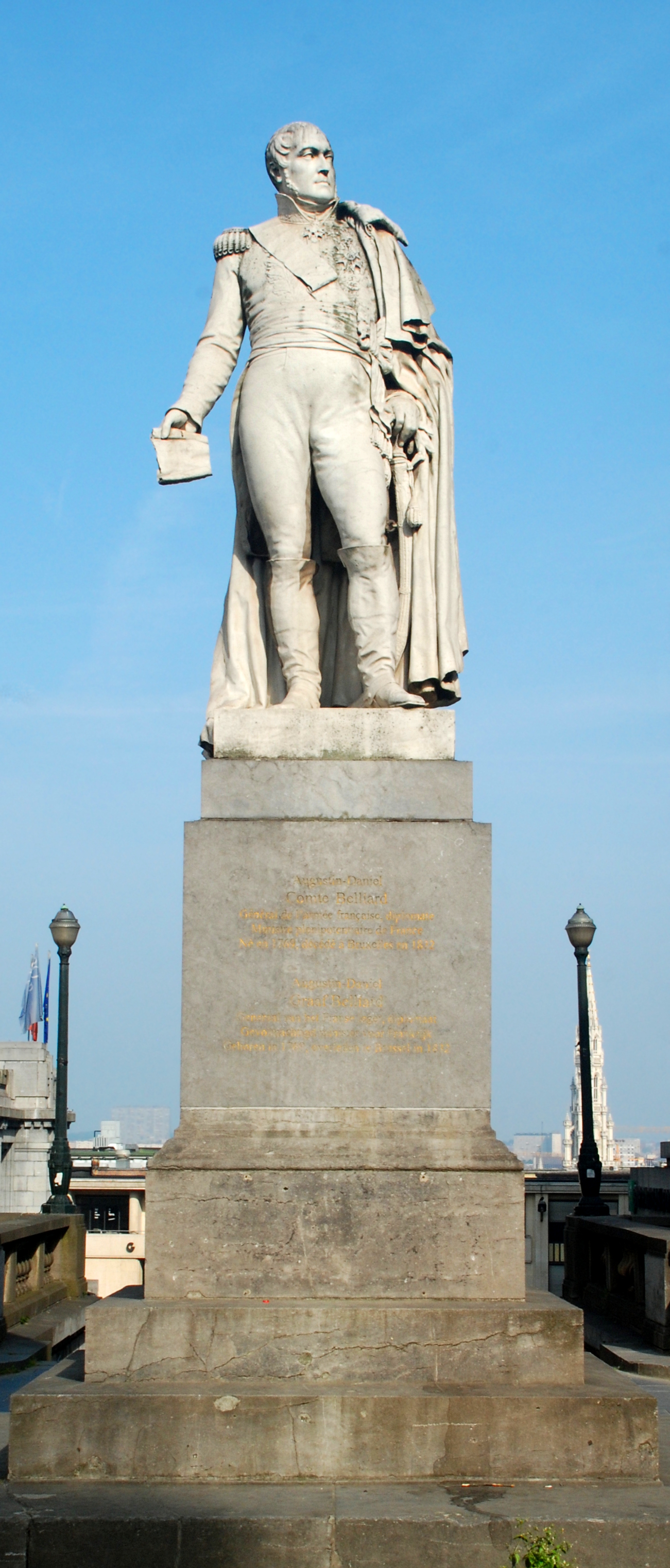
オーギュスタン・ダニエル・ベリヤールの記念碑、ブリュッセル(1838)
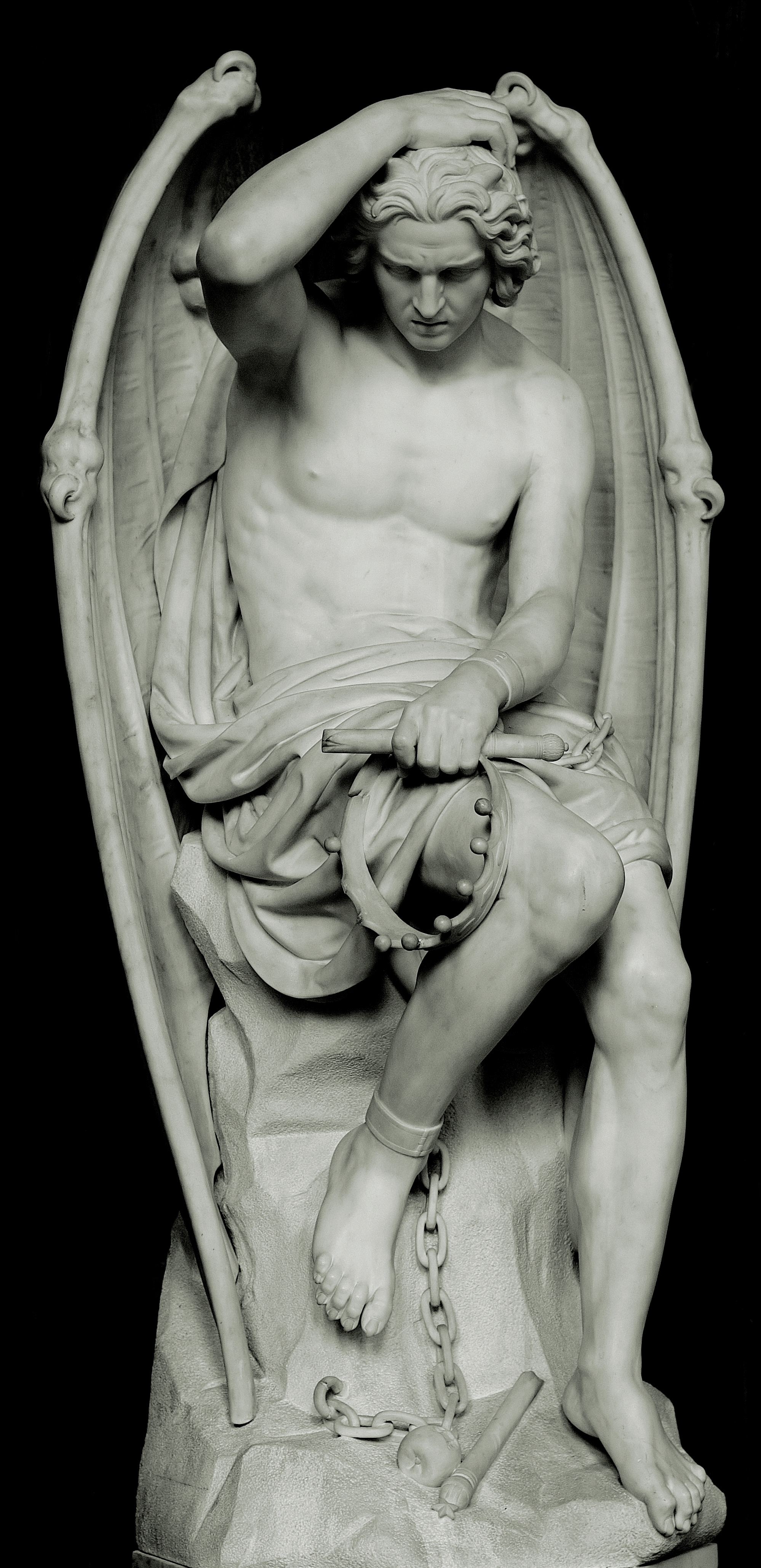
ルシファー、リエージュの聖堂（Cathédrale Saint-Paul)
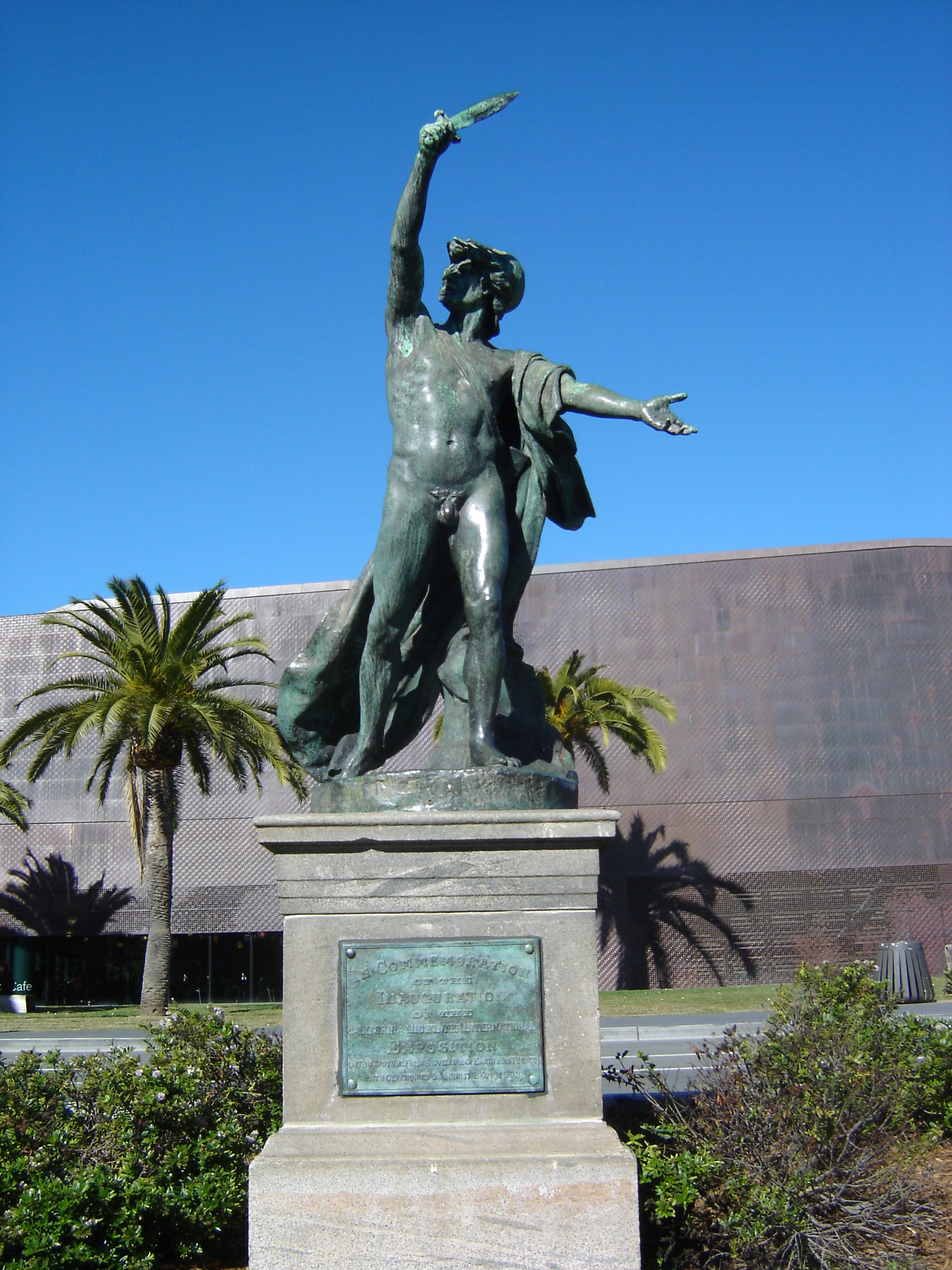
サンフランシスコ、ゴールデン・ゲート・パークにある作品